# Frank Griffin
Frank Albert Griffin (ur. 28 marca 1928 w Pendlebury – zm. 4 czerwca 2007) – angielski piłkarz występujący na pozycji skrzydłowego. Najlepiej zapamiętany jako zdobywca zwycięskiego gola w finale Pucharu Anglii w 1954.

## Kariera
Urodzony w Pendlebury, Griffin zaczynał karierę w Shrewsbury Town. W 37 meczach zdobył dla klubu 5 goli, w tym zwycięski w spotkaniu z Wrexham w ligowym meczu rozegranym po raz pierwszy na stadionie Gay Meadow w 1950.
W kwietniu 1951, miesiąc po przejściu na zawodowstwo, podpisał kontrakt z West Bromwich Albion, w którym zadebiutował w spotkaniu przeciwko Sunderland na obiekcie Roker Park. W sezonie 1953/1954 West Bromwich dominowało w lidze, jednak obniżka formy w ostatnich meczach spowodowała, że zespół zajął ostatecznie drugie miejsce, które było zarazem najlepszym wynikiem klubu od 1924. W finale Pucharu Anglii w 1954, w którym przeciwnikiem było Preston North End, West Bromwich przegrywało 1:2, jednak drużyna zdołała wyrównać, zaś w 87. minucie Griffin zdobył zwycięskiego gola.
W lutym 1958, w spotkaniu Pucharu Anglii, Griffin złamał nogę w dwóch miejscach, co spowodowało zakończenie przez niego profesjonalnej kariery. Po wyleczeniu urazu zdążył jeszcze rozegrać w barwach klubu sześć spotkań. Po odejściu z zespołu grał w drużynach z niższych lig, Northampton Town i Wellington Town. Zmarł w 2007 w wieku 79 lat.

## Literatura
- Matthews, Tony (2005). The Who's Who of West Bromwich Albion. Breedon Books. ISBN 1-85983-474-4.